# Атмосферні явища
Атмосфе́рні явища — видимий прояв складних фізико-хімічних процесів, що відбуваються в повітряній оболонці Землі — атмосфері.

## Класифікація
Групи атмосферних явищ:
1. Гідрометеори — сукупність крапель води або частинок льоду, що летять у повітрі (хмари, тумани), опади, що випадають з атмосфери (дощ, мряка, сніг, град, крижаний дощ, крижана крупа, сніжна крупа, снігові зерна), які утворюються на земній поверхні і розташованих на ній предметах наземні гідрометеори (роса, іній, паморозь (кристалічна і зерниста), твердий наліт, ожеледь, ожеледиця), підняті вітром із земної поверхні (заметіль, буревій);
2. Літометеори — сукупність твердих (не водних) частинок, які піднімаються вітром із земної поверхні і переносяться на певну відстань або літають у повітрі (пилова буря, запорошений (піщаний) буревій);
3. Електричні явища — світлові і звукові прояви атмосферної електрики (гроза, кульова блискавка);
4. Оптичні явища — наслідки заломлення або дифракції сонячного або місячного світла в атмосфері (веселка, гало, міраж, коло навколо Місяця, вінець навколо Сонця, вінець навколо Місяця, сонячний стовп, зоря, глорія);
5. Некласифіковані — різні метеорологічні явища в атмосфері, які складно віднести до якого-небудь із видів, вказаних вище (шквал, запорошений вихор, смерч, імла, курна імла, сніжна імла, крижані голки, Стів).